# The Song of Life
The Song of Life è un film muto del 1922 diretto da John M. Stahl. Prodotto dalla Louis B. Mayer Productions e distribuito dalla Associated First National Pictures, aveva come interpreti Gaston Glass, Grace Darmond, Georgia Woodthorpe, Wedgewood Nowell.

## Trama

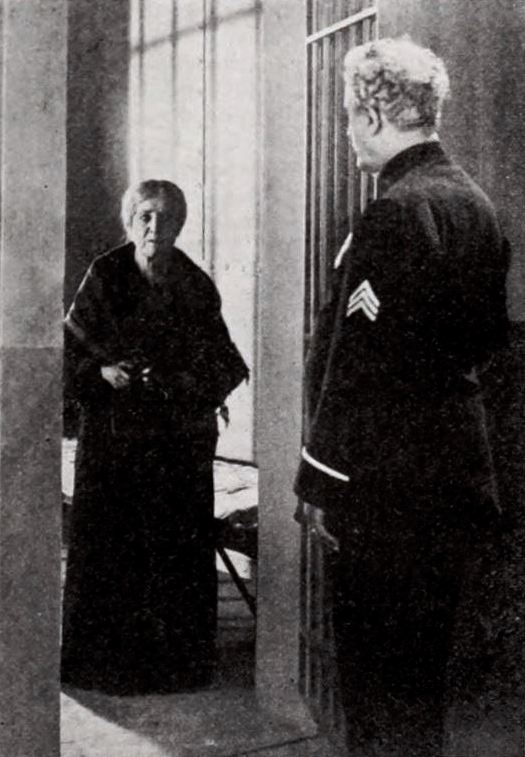
Georgia Woodthorpe

Mary Tilden, trovando insopportabile la sua vita di casalinga e moglie di un caposquadra delle ferrovie che la fa vivere in una desolata casa nel deserto, lascia il marito e il figlio. Dopo venticinque anni, passati a lavorare duramente come donna delle pulizie, Mary, stanca della sua inutile lotta per avere una vita decente, tenta di suicidarsi. Viene salvata da David Tilden, un giovane scrittore che la porta a casa sua come aiuto alla moglie Aline nelle faccende domestiche. Aline ora può tornare al suo vecchio lavoro, quello di cantante in un negozio di musica. Conosce, così, Henderson, un editore. David, visitando un giorno l'ufficio dell'uomo, vede sulla sua scrivania il ritratto della moglie. Convincendosi che Henderson insidi la sua felicità familiare, decide di ucciderlo. Nel frattempo, Mary ha scoperto che David è il figlio che aveva abbandonato da bambino. Dapprima la donna tace ma poi, vedendo il pericolo che il giovane possa essere accusato dell'omicidio di Henderson, cerca di addossarsene la colpa, divulgando la storia della relazione. David, da parte sua, confessa ma tutti ritengono che lo faccia solo per proteggere la madre. Alla fine, però, arriva la notizia che Henderson non è morto. Salvi dall'accusa di omicidio, marito, madre e moglie possono ritrovarsi insieme, finalmente riuniti in famiglia.

## Produzione
Le riprese del film, prodotto dalla Louis B. Mayer Productions, terminarono a fine agosto 1921. Alcune delle scene furono girate nel deserto del Mojave.

## Distribuzione

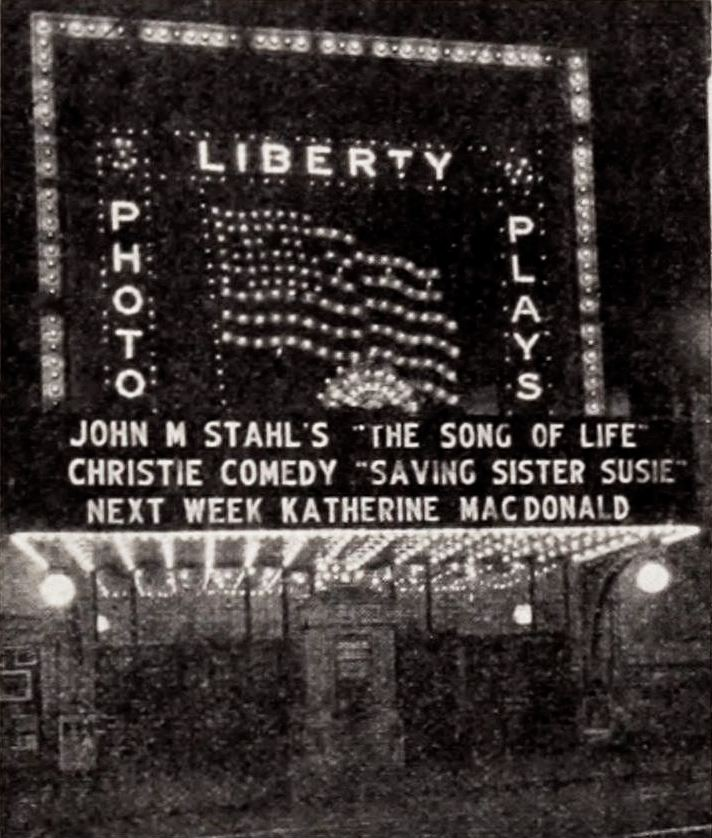
In Pennsylvania, programmazione al Liberty Theater (11 marzo 1922)

Il copyright del film, richiesto dalla Louis B. Mayer Productions, fu registrato il 29 dicembre 1921 con il numero LP17410.

Distribuito dalla Associated First National Pictures e presentato da Louis B. Mayer, il film uscì nelle sale statunitensi il 2 gennaio 1922.
Copia completa della pellicola si trova conservata negli archivi della MGM.